# Jamila Mayanja
Jamila Mayanja là một doanh nhân và nhà giáo dục người Uganda.

## Cuộc sống ban đầu
Jamila Mayanja sinh năm 1988 tại Konge, Buziga trong một gia đình có 14 người con. Cô học từ trường tiểu học Kitante, ngồi ở cấp độ O và A cấp năm 2004 và 2006 tương ứng từ trường nữ sinh Nabisunsa. Jamila có bằng Cử nhân Quản trị Kinh doanh/Tiếp thị của Đại học Makerere.

## Thành tích
Mayanja tham gia Sáng kiến lãnh đạo trẻ châu Phi [YALI] tại Hoa Kỳ vào tháng 8 năm 2015. Cô được đề cử cho giải thưởng Achiever trẻ trong hạng mục Doanh nhân xã hội.

## Cuộc sống chuyên nghiệp
Mayanja là Giám đốc điều hành của Smart Girls Uganda  đào tạo các cô gái trẻ và phụ nữ để xây dựng lòng tự trọng, khả năng lãnh đạo, quản trị và kỹ năng sử dụng lao động. Cô thành lập J Mobile Giặt Services, một công ty dịch vụ giặt là từ cửa đến tận nơi có hơn 30  phụ nữ trẻ có hoàn cảnh khó khăn. Cô đào tạo họ trong các kỹ năng kinh doanh. Cô hợp tác với công ty Rotary Uganda và thông qua chương trình khởi nghiệp, 10-30 phụ nữ đã thành lập doanh nghiệp của riêng mình.
Năm 2011, cô đồng sáng lập tổ chức Haven Anti-Aids để cảm hóa giới trẻ về HIV / AIDS. Cô đã hợp tác với Chương trình thay đổi thế hệ-Chương ở Hoa Kỳ để truyền cảm hứng cho giới trẻ để mang lại sự thay đổi tích cực trong cộng đồng của họ.

## Cuộc sống cá nhân
Mayanja kết hôn với Jamil Kalinabiri.